# GOLDEN☆BEST 椎名へきる 〜On Animation&Game Soundtracks〜
『GOLDEN☆BEST 椎名へきる 〜On Animation & Game Soundtracks〜』（ゴールデンベストしいなへきる 〜オン・アニメーション・アンド・ゲームサウンドトラックス）は、椎名へきるの3枚目のベスト・アルバム。2011年4月6日にソニー・ミュージックダイレクトから発売された。

## 概要
椎名がかつて所属していたソニーレコードからリリースされた、オリジナルアルバム未収録の椎名自身が歌った、または出演したゲーム・アニメの主題歌を中心にセレクトされたベストアルバム。今作はソニー・ミュージックダイレクトがGOLDEN☆BESTシリーズの一つとしてリリースした。

## 収録曲
1. ECHO OF FABRICATION [3:32]
作詞：大川七瀬（CLAMP）、作曲：笹路正徳、編曲：佐藤五魚
  - ラジオドラマ「精霊使い 〜虚構の残像〜」イメージソング（1993年）
2. ひとりぽっちの夜に [4:44]
作詞：帆苅伸子、作曲・編曲：都留教博
  - 劇場版「3丁目のタマ おねがい!モモちゃんを捜して!!」挿入歌（1993年）
3. すきです [4:47]
作詞：大川七瀬（CLAMP）、作曲・編曲：内海浩司
  - コミック「リリカルかれんちゃん」（原作：岡崎武士）イメージアルバムより（1993年）
4. 消えないしあわせ [4:01]
作詞：大川七瀬（CLAMP）、作曲・編曲：内海浩司
  - コミック「リリカルかれんちゃん」（原作：岡崎武士）イメージアルバムより（1993年）
5. 大切な思い出 [4:31]
作詞：大川七瀬（CLAMP）、作曲・編曲：内海浩司
  - コミック「リリカルかれんちゃん」（原作：岡崎武士）イメージアルバムより（1993年）
6. 勇気のダイアリー [4:12]
作詞：岡崎武士、作曲・編曲：内海浩司
  - コミック「リリカルかれんちゃん」（原作：岡崎武士）イメージアルバムより（1993年）
7. 涙 [5:21]
作詞：山口高志、作曲：新居昭乃、編曲：佐藤剛・HAPPO
  - OVA「精霊使い」挿入歌（1994年）
8. いつか会えたら（feat.GONTITI）[4:38]
作詞・作曲・編曲：GONTITI
  - ラジオドラマ「ヨコハマ買い出し紀行」テーマソング（1996年）
9. 星空のシャワー（Long Version） [6:23]
作詞：中山加奈子、作曲・編曲：後藤次利
  - プレイステーション用ゲーム「PAL〜神犬伝説〜」主題歌[1]（1996年）
10. だめよ!だめよ!だめよ!! [4:58]
作詞：中山加奈子、作曲：羽場仁志、編曲：磯谷健
  - NHK教育アニメーション「YAT安心!宇宙旅行」第1期前期エンディングテーマ[2]（1996年）
11. いつか会えたら（Non-Rem Mix） [4:50]
作詞・作曲・編曲：GONTITI
  - ラジオドラマ「ヨコハマ買い出し紀行」テーマソングのアレンジ音源（1997年）
12. MOON LIGHT（TV Size Version）[1:49]
作詞：中沢有里子、作曲：飯塚千晶、編曲：ホリエアキラ
  - NHK教育アニメーション「YAT安心!宇宙旅行」第1期後期エンディングテーマ、テレビで放送されたショートサイズで収録（1997年）
13. 純 [4:19]
作詞・作曲：吉田とおる、編曲：大坪稔明
  - NHK教育アニメーション「YAT安心!宇宙旅行」第2期エンディングテーマ、アルバム『Baby blue eyes』に収録（1998年）
14. Hey Hey [5:01]
作詞・作曲：吉田とおる、編曲：大坪稔明
  - ラジオドラマ「ヱデンズボゥイ」イメージソング（1999年）
15. 新しい風 [4:15]
作詞・作曲：野見山正貴、編曲：上野浩司
  - ラジオドラマ「ヱデンズボゥイ」イメージソング、アルバム『Face to Face』に収録[3]（1999年）
16. Everlasting Train -終わりなき旅人-（TV SizeVersion） [1:39]
作詞：椎名へきる、作曲・編曲：PIPELINE PROJECT
  - テレビ東京系アニメーション「エデンズボゥイ」前期オープニングテーマ、テレビで放送されたショートサイズで収録（1999年）
17. -赤い華- You're gonna change to the flower（TV Size Version） [1:34]
作詞：椎名へきる、作曲・編曲：PIPELINE PROJECT
  - テレビ東京系アニメーション「エデンズボゥイ」後期オープニングテーマ、テレビで放送されたショートサイズで収録[4]（1999年）
18. ふわふら [3:33]
作詞：山田ひろし、作曲・編曲：岩崎琢、コーラス：松浦有希
  - OVA「ヨコハマ買い出し紀行-Quiet Country Cafe-」主題歌（2003年）